# 1903年至1904年英格蘭足總盃
1903/04球季英格蘭足總盃（英語：FA Cup），是第33屆英格蘭足總盃，今屆賽事的冠軍是曼城，他們在決賽以1:0擊敗保頓，奪得冠軍。本屆賽事繼續在水晶宮國家體育中心舉行。
曼城擊敗次級聯賽的保頓而贏得冠軍。

## 外部連結
1. 英格蘭足總盃官網Archive-It的存檔，存档日期2012-04-24
2. 英格蘭足總盃 歷屆冠軍（页面存档备份，存于）